# Processus de comptage
Un processus de comptage, autrement appelé processus de dénombrement, est un processus stochastique à valeurs dans {\displaystyle \mathbb {N} }, l'espace des entiers naturels. Il a pour vocation à modéliser un nombre entier aléatoire évoluant dans le temps. Le processus de comptage le plus classique est le processus de Poisson.